# Гонджу, Лор Ольга
Лор Ольга Гонджу (фр. Laure Olga Gondjout; 18 декабря 1953, Париж) — государственный, дипломатический и политический деятель Габона.

## Биография
Родилась в Париже в семье дочь первого президента Национального собрания (парламента) Габона, бывшего сенатора Франции Поля Гонджута. Профессиональную карьеру начала в качестве переводчика в июле 1978 года в Африканском банке развития в Абиджане.
В октябре 1984 года была назначена советником президента Габонской Республики Бонго Ондимба по африканским и международным делам. В 1987 году стала заместителем Генерального секретаря Совета Министров Габона.
С мая 1989 года — личный секретарь президента Габона Бонго Ондимба. С 1995—1998 и 1998 по 2001 год работала руководителем администрации Совета директоров Африканского банка развития по Габону, Бенину, Буркина-Фасо, Кабо-Верде, Коморским Островам, Мали, Нигеру, Сенегалу и Чаду.
Затем продолжила работу в канцелярии президента Габона. В январе 2006 года назначена заместителем министра иностранных дел. В 2007—2008 годах занимала пост министра связи, почты, телекоммуникаций и новых технологий.
В 2008 году — Министр иностранных дел Габона. После ухода с этого поста, вновь назначена министром связи Габона.
Затем, работала Генеральным секретарём Совета Министров Габона, с 2014 года — омбудсмен республики.
Консерватор. На местных выборах в апреле 2008 года возглавляла список кандидатов от Габонской демократической партии (PDG). Член Политбюро Габонской демократической партии до избрания омбудсменом в 2014 году.